# Jag ska måla hela världen, lilla mamma
Jag ska måla hela världen, lilla mamma är en sång med musik skriven av Josef Toje och text av Britt Marie Toje-Edström. Sången spelades ursprungligen in av Yvonne Eriksson den 23 maj 1952, och släpptes på skiva i september samma år. med musik skriven av Josef Toje och text av Britt Marie Toje-Edström. Låten har framförts av flera dansband som Flamingokvintetten och Simons, men också barnsångare som Anita Hegerland.
Låten kom till efter att Inger Toje (född 1943), senare Olofsson, som nioåring uppmuntrande myntade sångens titel då modern Britt-Marie Toje beklagade sig över att blommorna vissnade så fort i de trånga gränderna i Gamla stan i Stockholm, varpå modern skrev låten och lät sin make tonsätta den.